# Dornier Do 30
Die Dornier Do 30 war ein Transportflugzeug, das Dornier 1960 der Bundeswehr anbot. Es war ein STOL-Flugzeug und baute auf den Erfahrungen mit der Do 29 auf. Als die Bundeswehr die Entwicklung für das V/STOL-Flugzeug Do 31 in Auftrag gab, stellte Dornier das Projekt zurück und schließlich ganz ein. Lediglich ein ferngesteuertes Modell wurde gebaut und getestet.

## Beschreibung
Die Do 30 war konzipiert als Lasten- und Truppentransporter (max. 30 Mann oder 24 Fallschirmspringer), als Sanitätsflugzeug (18 Verletzte auf Tragen und Begleitpersonal), für die Versorgung aus der Luft (Palettenabwurf), im zivilen Einsatz als Zubringerflugzeug für 28 Fluggäste, als ziviler Frachttransporter sowie als Reiseflugzeug für Industrie und Behörden. Im Gegensatz zur Do 29 waren die Propeller nicht schwenkbar und waren auch nach vorne gerichtete Zugpropeller.
Es handelte sich um einen Schulterdecker mit Rechteckflügel, festem Vorflügel und Doppelspaltlandeklappen. Die beiden Propellerturbinen waren an kurzen Stielen unter den Tragflächen und waren über Getriebe und Wellen untereinander verbunden. Der im Querschnitt runde Rumpf hatte innen nutzbare 2,3 m Breite, 1,8 m Höhe, 8,1 m Länge. Für die Transportversion war eine Heckklappe vorgesehen.
Bei 10,8 t Startmasse sollten sich Startstrecken von etwa 200 m (über 10,5 m Hindernis) und 260 m Landestrecke (über 15 m Hindernis) ergeben.

## Technische Daten
| Kenngröße             | Daten                                       |
| --------------------- | ------------------------------------------- |
| Länge&                | 17,50 m                                     |
| Flügelspannweite      | 22,00 m                                     |
| Höhe                  | 7,60 m                                      |
| Flügelfläche          | 65,00 m²                                    |
| Leermasse             | 6.650 kg                                    |
| Nutzlast              | norm. 2.500 kg max. 3.500 kg                |
| Startmasse            | norm. 10.725 kg max. 11.725 kg              |
| Antrieb               | 2 × Rolls-Royce Dart Mk.529 mit je 1938 äPS |
| Höchstgeschwindigkeit | 446 km/h in 5.000 m Höhe                    |
| Marschgeschwindigkeit | 424 km/h in 5.000 m Höhe                    |
| Gipfelhöhe            | 8.300 m                                     |
| Reichweite            | 1.000 km                                    |
| Startstrecke          | 202 m auf 10,5 m Höhe                       |
| Landestrecke          | 258 m aus 15 m Höhe                         |